# بوب كوين (مسير رياضي)
بوب كوين (بالإنجليزية: Bob Quinn) هو مسير رياضي أمريكي، ولد في 14 فبراير 1870 في كولومبوس في الولايات المتحدة، وتوفي في 12 مارس 1954 في بروفيدنس في الولايات المتحدة.